# زوونیمیر سولدو
زوونیمیر سولدو (کرواتی: Zvonimir Soldo؛ زادهٔ ۲ نوامبر ۱۹۶۷) بازیکن بازنشسته فوتبال و مربی فوتبال اهل کرواسی است.
از جمله باشگاه‌هایی که او در آن بازی کرده است می‌توان به دینامو زاگرب و باشگاه فوتبال اشتوتگارت اشاره کرد. وی هم‌چنین ۶۱ بازی ملی در تیم ملی فوتبال کرواسی داشته که در جام جهانی ۱۹۹۸ و ۲۰۰۲ به میدان رفته است و از بازی‌کنان نسبتاً سرشناس دوران خویش در کشور کرواسی محسوب می‌شود.
سولدو مربی‌گری را در سال ۲۰۰۷ با تیم زیر ۱۹ سال دینامو زاگرب آغاز کرده و به تیم بزرگ‌سالان این باشگاه در لیگ کرواسی راه یافت. وی سابقهٔ ۲ قهرمانی در فوتبال کرواسی را در کارنامهٔ مربی‌گری خویش دارد. او در سال ۲۰۰۹–۲۰۱۰ به مدت ۱ فصل سرمربی تیم کلن در بوندس‌لیگای آلمان شد. وی سپس به مدت ۷ سال از مربی‌گری به دور ماند اما سال ۲۰۱۷ به عنوان دستیار فلیکس ماگات در تیم شاندونگ تایشان در سوپر لیگ چین به فوتبال بازگشت. او باز نیز بیش از ۳ سال از دنیای فوتبال به دور ماند اما سال ۲۰۲۰ با سرمربی‌گری در تیم آدمیرا واکر مودلینگ اتریش به فوتبال بازگشت که البته این حضور در بوندسلیگای اتریش چندان طولی نکشید و با باخت به راپید وین اخراج شد. وی در دوران مربی‌گری با بازی‌کنانی هم‌چون ماریو مانجوکیچ، لوکا مودریچ و لوکاس پودولسکی کار کرده است.
سولدو در آغازین لحظات بامداد روز یک‌شنبه به تاریخ ۲۳ آبان‌ماه ۱۴۰۰ با عقد قراردادی سکان هدایت باشگاه فوتبال تراکتور را بر عهده داشت. وی در تاریخ ۶ اسفند ۱۴۰۰ با جمع بندی هیئت مدیره باشگاه تراکتور از هدایت باشگاه فوتبال تراکتور کنار گذاشته شد.